# Кахоолаве
Кагоолаве (англ. Kaho'olawe) — острів в Тихому океані, належить до Гавайських островів. Площа приблизно 115,5 км².

Ширина острова 10 км, довжина — 18 км. Кахоолаве розташований за 11,2 км на південний схід від Мауї і на південний схід від Ланаї. Найвища точка острова гора — Пуу-Моаулануй (англ. Pu'u Moaulanui), 450 м над рівнем моря. На острові немає постійного населення.